# 宣教運動
宣教運動是指因19世紀中之後屬靈的復興，使教會有強烈的海外宣教負擔，使歐洲和美洲都相繼航海出去到非洲和亞洲宣教，這其中有兩項主要因素：一是航海技術和海軍勢力的興起，其中以英國和荷蘭最強。其次是歐洲的政治氣候趨向殖民地主義，國家領導人積極建立海外的殖民地，因而助長海外宣教的差傳工作。